# 久慈光久
久慈 光久（くじ みつひさ），日本的漫画家。擅長描繪青年漫画，於《Young Animal》、《Fellows!》上陸續發表短編作品，而以14世紀的瑞士獨立作為題材的長篇漫畫連載《狼口 〜Wolfsmund〜》發表後獲得極高人氣。

## 人物
2012年時，《狼口 〜Wolfsmund〜》漫畫4卷發售紀念、於有隣堂藤沢店面舉辦原畫展。

## 作品列表

### 連載
- （英國戀物語艾瑪 第二幕官方網站2007年4月13日 - 2007年8月31日、Enterbrain）※舞子プラズマ名義[2]

### 短篇
- （未發表 2004年7月）[2]
- （未發表 2004年12月）[2]
- （Young Animal嵐2005年5号、白泉社）[2]
- （Young Animal2005年19号・2005年21号、白泉社）[2]
- （コミックビームFellows!volume1、Enterbrain）[2]
- ラピットファイア（Fellows!Vol.1、Enterbrain）[2]
- （Fellows!Vol.4、Enterbrain）[2]

### 書籍
- 狼口 〜Wolfsmund〜（狼の口 〜ヴォルフスムント〜）全8卷（Fellows! volume3 - Harta volume38、Enterbrain）
- （Enterbrain、2010年4月、ISBN 978-4047264663） - 短編集，收錄：。
- 甲冑武闘 アーマード・バトル（ハルタコミックス、2019年4月、ISBN 978-4047353473） - 中短編集。收錄：。

## 師父
- 三浦建太郎（烙印勇士）
- 森薰（艾瑪）

## 外部連結
- 久慈光久的X（前Twitter）